# Tesla y sindicatos

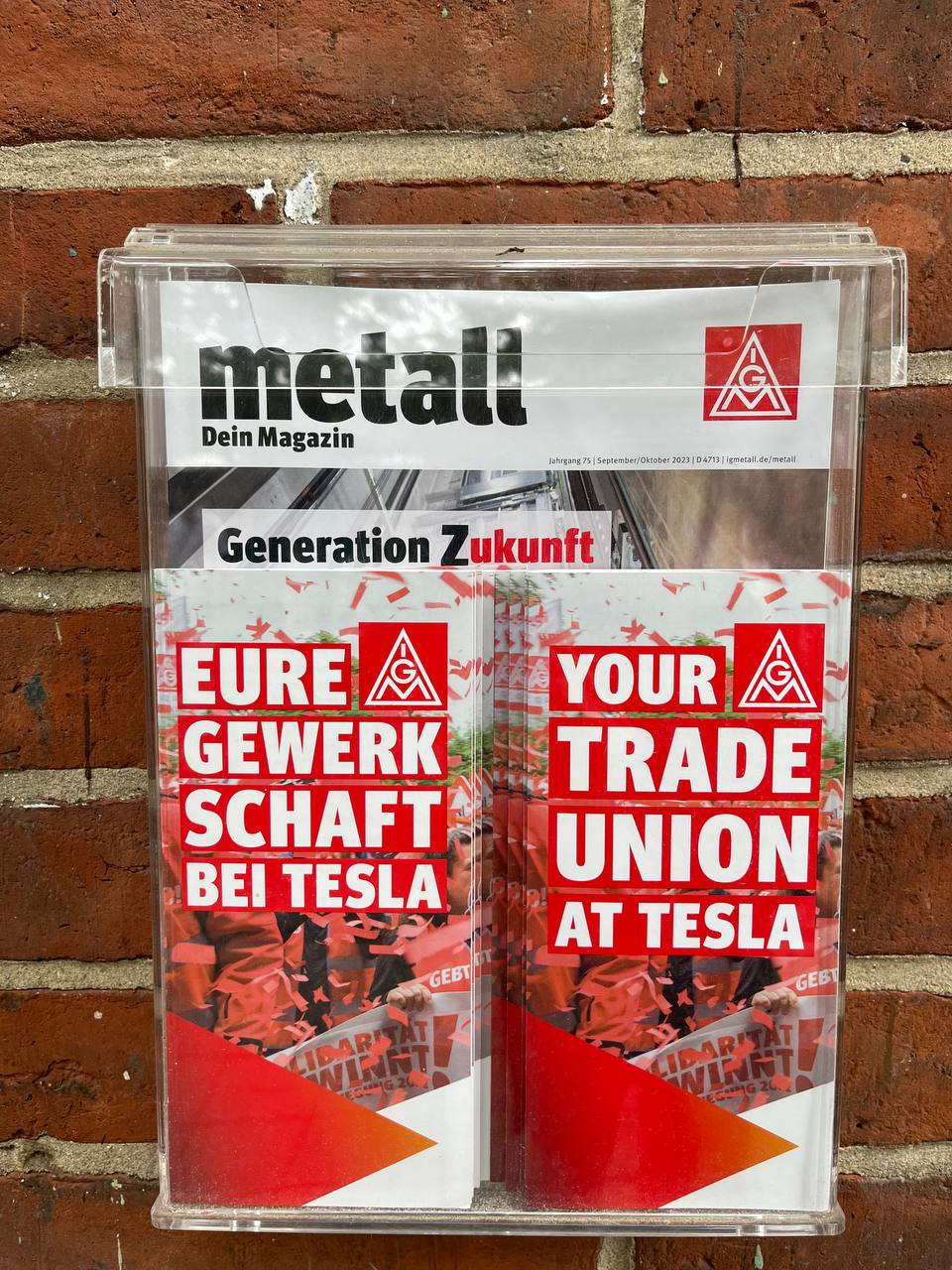
IG Metall folletos en inglés y alemán para los empleados de Tesla

Tesla, Inc. es un fabricante estadounidense de automóviles eléctricos que, a 2023 emplea a más de 127 000 trabajadores en todas sus operaciones globales, ninguno de los cuales está sindicalizado. El director ejecutivo de Tesla, Elon Musk, ha comentado negativamente sobre los sindicatos en relación con Tesla. A pesar de las denuncias de altas tasas de lesiones, largas horas de trabajo y salarios inferiores a los de la industria, los esfuerzos para sindicalizar a la fuerza laboral han sido en gran parte infructuosos.
Tesla es el único fabricante de automóviles importante estadounidense que no está representado por un sindicato en los Estados Unidos al 2023. Dos sindicatos estadounidenses, United Auto Workers y Workers United, han intentado sin éxito sindicalizar a los trabajadores en California y Nueva York, respectivamente. Tesla respondió despidiendo a los empleados involucrados en ambas campañas. La Junta Nacional de Relaciones del Trabajo (NLRB) consideró que los despidos de California en 2017 eran ilegales y una represalia.
En Alemania, el estado no sindicalizado de Tesla y Tesla Automation y los salarios más bajos en comparación con los estándares de la industria debilitan el poder del sindicato de trabajadores metalúrgicos IG Metall. Tesla concluyó un acuerdo de trabajo relacionado con el pago con el  comité de empresa de Tesla Automation, mientras se negaba a firmar un convenio colectivo con IG Metall. En enero de 2023, IG Metall pidió una investigación sobre Tesla por acusaciones de largas horas de trabajo y acuerdos de confidencialidad forzados.

## Estados Unidos
Al 2023, Tesla es el único fabricante de automóviles importante de los Estados Unidos que no está representado por un sindicato en los Estados Unidos.
En 2010, Tesla adquirió la planta NUMMI anteriormente sindicalizada en Fremont, California, que se convirtió en la Fábrica Tesla. En el otoño de 2016, José Moran, un empleado de la Fábrica Tesla, se puso en contacto con United Auto Workers (UAW), haciendo pública una campaña «Fair Future at Tesla» en febrero de 2017, citando como motivaciones las altas tasas de lesiones, las largas horas de trabajo y los salarios inferiores a los de la industria. En 2016, la UAW también indicó su interés en sindicalizar a Tesla, gastando más de $400 000 para 2018 en organización, campañas y presentación de quejas ante la NLRB. En octubre de 2017, Tesla despidió a Richard Ortiz, quien estaba organizando el esfuerzo (junto con Moran, uno de los organizadores de los sindicatos), lo que la NLRB luego dictaminó como una represalia ilegal.En 2018, el CEO Elon Musk tuiteó: «Nada impide que el equipo de Tesla en nuestra planta de automóviles vote por el sindicato. Podría hacerlo mañana si quisieran. Pero, ¿por qué pagar las cuotas sindicales y renunciar a las opciones sobre acciones a cambio de nada? ...». Musk recibió la orden de eliminar ese tuit (que implicaba que los trabajadores perderían acciones si formaban un sindicato) y ofrecerle a Ortiz su trabajo de vuelta con pago atrasado. Además, Tesla tendría que colocar un aviso en todas sus fábricas de los Estados Unidos para abordar el tuit ilegal. El caso fue apelado ante la Corte de Apelaciones del Quinto Circuito de los Estados Unidos, que en 2023 afirmó la orden de la NRLB.
En marzo de 2022, Musk invitó al sindicato UAW a realizar una votación a su conveniencia. El presidente de la UAW, Ray Curry, respondió que Tesla debería reconocer que violó la ley si se tomaba en serio el apoyo a la organización.
Más tarde, en junio de 2022, un informe de CNBC encontró que Tesla pagó a la firma de relaciones públicas MikeWorldWide para monitorear un grupo de Facebook de empleados de Tesla y para realizar una investigación sobre los organizadores sindicales de Tesla en las redes sociales de 2017 a 2018. MikeWorldWide supervisó los debates en las redes sociales que alegaban prácticas laborales injustas en Tesla y supervisó los debates sobre una demanda por acoso sexual. Los empleados anteriores y actuales de Tesla le dijeron a CNBC que creían que la compañía continuaba monitoreando a sus trabajadores en las redes sociales a partir de 2022.
En febrero de 2023, los trabajadores de Gigafábrica 2 de Tesla en Búfalo involucrados en el etiquetado de datos para Tesla Autopilot anunciaron un esfuerzo de sindicalización con Workers United. Workers United está afiliado al Sindicato Internacional de Empleados de Servicio. Workers United dirigió con éxito la campaña sindical en una tienda Starbucks a seis millas de distancia en Búfalo. Un día después del anuncio, se presentó una denuncia ante la NLRB contra Tesla por supuestamente despedir a más de 18 empleados que participaban en la organización Workers United.

## Alemania
Tesla es uno de los pocos fabricantes de automóviles en Alemania que no ha firmado ningún convenio colectivo de empresa ni se ha afiliado a la Confederación de Asociaciones de Empleadores de Alemania (Gesamtmetall) al 2021. Debido a que la producción de vehículos eléctricos requiere un 30 por ciento menos de trabajadores que los vehículos tradicionales con motor de combustión interna, un Tesla no sindicalizado debilita el poder de negociación de IG Metall en el sector automotriz en Alemania en general.

### Tesla Automation
En enero de 2017, Tesla adquirió Grohmann Engineering (ahora Tesla Automation). IG Metall y el presidente del comité de empresa, Uwe Herzig, de Grohmann Engineering, declararon que los salarios de Tesla estaban entre un 25 y un 30 por ciento por debajo de los convenios colectivos de la industria del metal (Gesamtmetall). Los empleados expresaron su preocupación después de que el exdirector ejecutivo Klaus Grohmann fuera despedido y se cancelaran los contratos comerciales con otras empresas.
A principios de 2023, IG Metall amenazó con declararse en huelga si Tesla no empezaba a negociar con ellos y el Grohmann Engineering Works Council. En octubre de 2017, la dirección y el comité de empresa concluyeron un acuerdo de trabajo que establecía los salarios de los empleados a la par con los convenios colectivos sindicales de la industria del metal sin firmarlos explícitamente. IG Metall todavía presiona por la ratificación formal, sin embargo, indicó que ha habido «buenos resultados de negociación», acreditando amenazas de huelgas y presión interna para reforzar tales acuerdos.

### Giga Berlin
Según IG Metall, Tesla estaba ofreciendo a los empleados de la nueva instalación de Gigafábrica 4 de Tesla («Giga Berlin») salarios un 20 por ciento por debajo de los estándares de los convenios colectivos proporcionados en otras instalaciones automotrices en Alemania. El 22 de noviembre de 2021, siete empleados no sindicalizados de Giga Berlin iniciaron el proceso de constitución de un Comité de Empresa. IG Metall expresó su preocupación acerca de que el futuro comité de empresa esté dominado por la gerencia, ya que solo los empleados anteriores serían elegibles para postularse como candidatos (debido al requisito de permanencia en el cargo de 6 meses) y la mayoría de las primeras 1800 contrataciones eran personal de gerencia media. En total, Tesla planeaba contratar a 12 000 empleados. Si el número de empleados se duplicara, la próxima elección del comité de empresa sería dos años más tarde en lugar de los cuatro habituales. El 2 de marzo de 2022 se constituyó un comité de empresa. Casi la mitad de los votos fueron para la lista «Gigavoice» amistosa con los gerentes.
En enero de 2023, IG Metall pidió una investigación después de afirmar que los trabajadores habían llamado a la organización para informar que los estaban obligando a trabajar más horas, con menos tiempo entre turnos. IG Metall también afirmó que los trabajadores se veían obligados a firmar acuerdos de confidencialidad junto con sus contratos de trabajo regulares y, por lo tanto, temían represalias si discutían abiertamente sus condiciones de trabajo.